# شاي زهرة بازلاء الفراشة
شاي زهرة بازلاء الفراشة، المعروف باسم الشاي الأزرق، هو شاي عشبي خالٍ من مادة الكافيين، أو مشروب عشبي، يتم إعداده من خلال غلي أو نقع بتلات الزهور، أو الزهرة الكاملة لنبات بسلة الزهور. والتي تُعرف أيضًا باسم بازلاء الفراشة، أو البازلاء الزرقاء، أو أبراجيتا، أو بازلاء كوردوفان، أو زهور الشاي الأزرق، أو أجنحة الحمام الآسيوي.
يستخرج شاي زهرة البازلاء من نبات شائع في معظم بلدان جنوب شرق آسيا، ويتم تحضيره منذ عدة قرون، ولكن تم تقديمه مؤخرًا لشاربي الشاي خارج منطقة المنشأ. يكتسب شاي زهرة بازلاء الفراشة لونه المميز من اللون الأزرق العميق للبتلات، والذي جعل النبات ذو صبغة شائعة لعدة قرون. أحد عناصر الشاي هو أن السائل يتغير لونه بناءً على مستوى الأس الهيدروجيني للمادة المضافة إليه، فعلى سبيل المثال، عند إضافة عصير الليمون إلى الشاي، يتحول إلى اللون الأرجواني.
يتم استخدام أزهار الكليتوريا أو أزهار الشاي الأزرق لخصائصها الطبية المفترضة في الأيورفيدا.

## الأصول
بسلة الزهور Clitoria ternatea، والمعروفة أيضًا باسم بازلاء الفراشة، أو البازلاء الزرقاء، أو الأبراجيتا، أو بازلاء كوردوفان، أو أجنحة الحمام الآسيوي، هي نبات من عائلة البقوليات Fabaceae ويوجد بشكل شائع في جميع أنحاء جنوب شرق آسيا. لقد تم استخدام بتلات أزهار نبات البازلاء الزرقاء الزاهية بوصفها مكون في مشروبات شاي الأعشاب في جميع أنحاء المنطقة لعدة قرون، بالإضافة إلى استخدامها في الطهي. تعطي الزهرة لونها الأزرق عندما تُنقع في الماء الدافئ أو الساخن،ومن أجل ذلك يتم استخدامها بوصفها صبغة، وكذلك لإضافة اللون إلى العديد من الأطعمة مثل طبق الأرز ناسي كيرابو nasi kerabu.

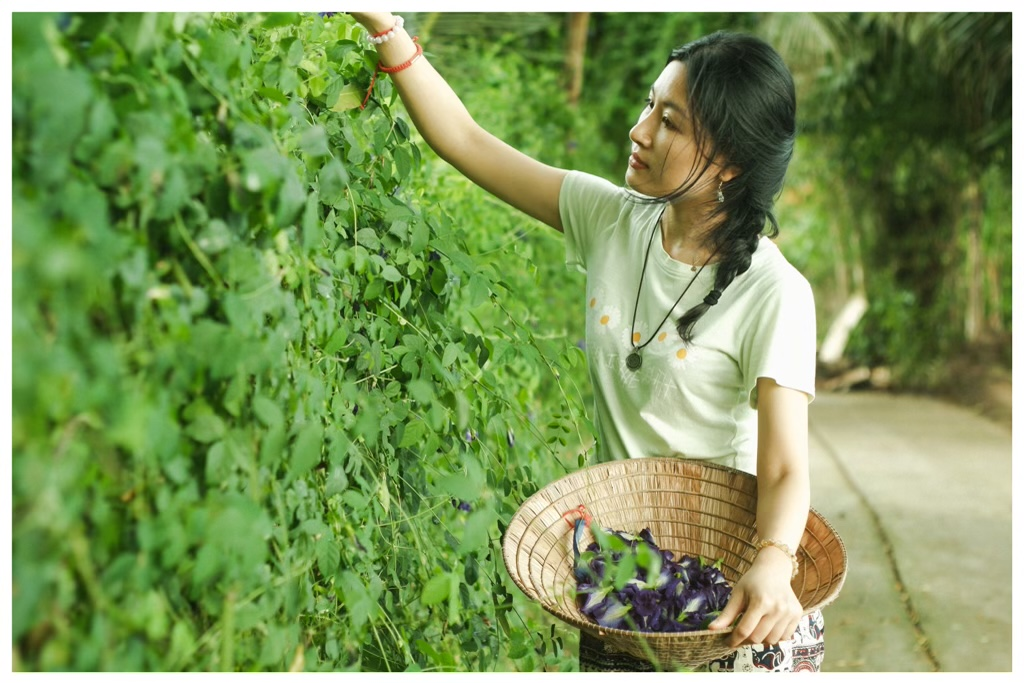
امرأة فيتنامية تجمع أزهار البازلاء الفراشية في منزلها

في تايلاند وفيتنام، يتم خلط شاي زهرة البازلاء الزرقاء عادة مع العسل والليمون، من أجل الحصول على مشروب يتم تقديمه عادة بعد وجبة العشاء، أو بوصفه مرطبات في الفنادق والمنتجعات الصحية، وهو مستحضر يسمى "نام دوك أنشان" باللغة التايلاندية. وقد تم وصف هذا المشروب على أنه مشروب محلي نموذجي مثل شاي البابونج الموجود في أجزاء أخرى من العالم. يوجد الشاي بنوعين ساخن وبارد، حيث يتم خلط النوع البارد غالبًا بالعسل والنعناع والقرفة وفاكهة العاطفة والزنجبيل.
ظل شاي زهرة بازلاء الفراشة لعدة قرون، معروفًا فقط في جنوب شرق آسيا، غير أنه في السنوات الأخيرة، ومن خلال انتشار الرحلات الوثائقية والمدونات الغذائية، أصبح هذا الشاي معروفًا خارج منطقة المنشأ. الشاي غير متوفر بسهولة في محلات السوبر ماركت، ويتم الحصول عليه من قبل تجار التجزئة المتخصصين عبر الإنترنت،  على الرغم من أن ثمة مفاوضات كانت جارية لتقديم الشاي في سلسلة السوبر ماركت متعددة الجنسيات " هول فودز ماركت Whole Foods " في الولايات المتحدة.
تم وصف نكهة الشاي بأنها "ترابية وخشبية - وتشبه الشاي الأخضر الفاخر أكثر من تشابهها مع مشروب بلو كوراساو أو جولي رانشرز " وذلك في مقال تم نشره في يناير 2016م على موقع Bon Appétit.

## الفوائد المحتملة
كشف خبراء التغذية العلاجية، أن مشروب زهرة البازلاء الزرقاء (بازلاء الفراشة) المعروف باسم الشاي الازرق، يحسن الذاكرة ويكافح الشيخوخة ويعزز من نمو الشعر، ويسيطر على مرض السكري. وذكرت صحيفة "ديلي أكسبريس" البريطانية، أن الخبراء يقولون أن مسحوق زهرة البازلاء الزرقاء يحتوي على العديد من الفوائد الصحية، منها تأخير عملية الشيخوخة، وتحسين صحة الجهاز الهضمي. وقالت راشيل روينيت، أخصائية العلاج بالأعشاب، أن زهرة بازلاء الفراشة منشط طبيعي للذهن، مما يعني أنها يمكن أن تساعد في تحسين الوظائف المعرفية. وأضافت روبينيت أن بازلاء الفراشة نبات جميل له مجموعة واسعة من الاستخدامات، من الزراعية إلى الطبية والتغذوية وغيرها. وكشفت دراسة حديثة، أن زهرة البازلاء لها فوائد محتملة خاصة في تعزيز التعلم والذاكرة، على الرغم من أن هناك حاجة إلى مزيد من التجارب البشرية السريرية لحسم هذا الامر. وأشارت الدراسة إلى أن "النبات يحتوي على مادة قلويد، وفلافونويد، وتاركسيرول، وتاراكسيرون، وتريتربينويد، وأنثوسيانين، بوصفها مواد كيميائية فعالة لها آثارها البيولوجية. كما تمتلك هذه الزهرة مجموعة واسعة من الأنشطة الدوائية بما في ذلك الأنشطة المضادة للبكتيريا والسكري ومضادات الإسهال والفطريات ومضادات الديدان والالتهابات ومضادات الميكروبات ومضادات الأكسدة ومضادات الحمى ونقص شحميات الدم والتئام الجروح. وخلصت الدراسة إلى أن مسحوق بازلاء الفراشة يحتوي على مجموعة واسعة من الفوائد العصبية مثل منشط الذهن، ومضاد للاكتئاب، ومضاد للإجهاد، ومزيل للقلق. ويُعرف النبات أيضا باسم مصنع القوى العقلية لأنه لا يعزز الذاكرة والقوى العقلية فحسب، بل يوفر أيضا تركيزا هادئا ومريحًا. كما يمكن لتناول الشاي الازرق أن يعزز صحة العين، ويقلل من خطر الإصابة بأمراض العيون، مثل تلف الشبكية والتنكس البقعي.

## الشعبية وخصائص اللون

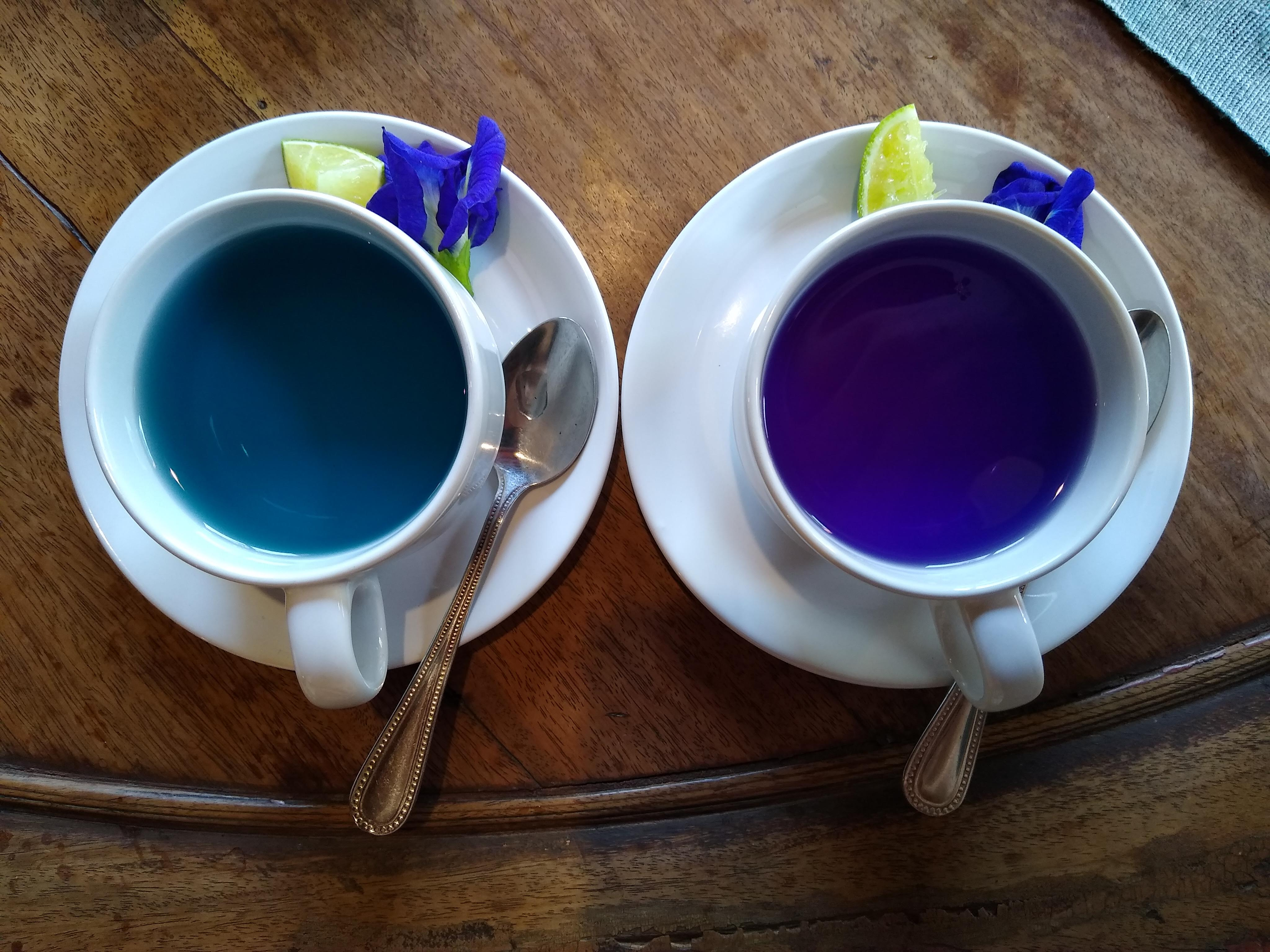
كوبان من شاي زهرة الفراشة. تم إضافة عصير الليمون إلى الطبق الموجود على اليمين، مما جعل لونه يتحول إلى الأرجواني.

من بين أهم الخصائص المميزة لشاي زهرة بازلاء الفراشة، والمشروبات الأخرى التي تستخدم مستخلص زهرة بازلاء الفراشة، هو أن لونه يتغير عندما يتغير توازن الأس الهيدروجيني. فيتحول لون الشاي الأزرق الداكن إلى اللون الأرجواني عند إضافة عصير الليمون، ويتحول إلى ما هو أعمق من اللون الأرجواني كلما تمت إضافة المزيد من عصير الليمون. وعند خلطه مع أوراق الخطميالفوشيا، يتحول لون الشاي إلى اللون الأحمر الفاتح.
الاستخدام الشائع للشاي يكمن في عمل الكوكتيلات، حيث تتضمن مهارة صنع الكوكتيل تغيير اللون الفوري أمام الضيف الذي طلب المشروب. تشمل الاستخدامات الأخرى الكوكتيلات أو وعاء المشروبات حيث يتم تجميد الشاي في مكعبات ثلج، الأمر الذي يؤدي إلى تغيير لون المشروب مع ذوبان مكعب الثلج، تلك العملية التي تم تسميتها بـ "كوكتيل حلقة المزاج".
اعتبارًا من 2 سبتمبر 2021م، أعلنت إدارة الغذاء والدواء الأمريكية أن المادة المضافة "مستخلص زهرة بازلاء الفراشة" معفاة من الاعتماد أو التصديق، وآمنة للاستخدام.

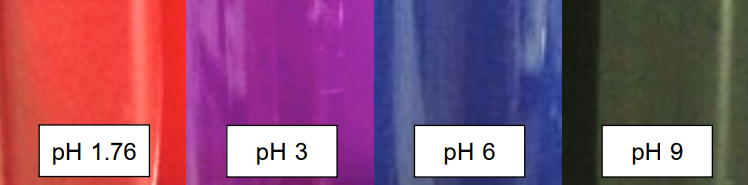
تغير اللون في درجات الحموضة المختلفة لمستخلص بسلة الزهور